# Maurice Towneley-O'Hagan (3e baron O'Hagan)
Maurice Herbert Towneley Towneley-O'Hagan, 3e baron O'Hagan (20 février 1882 - 18 décembre 1961), est un homme politique libéral britannique puis conservateur.

## Biographie
Il est le deuxième fils de Thomas O'Hagan (1er baron O'Hagan), le lord chancelier libéral d'Irlande dans les deux premiers gouvernements de Gladstone; et sa deuxième épouse Alice Mary, fille et cohéritière du colonel Charles Towneley; et il devient baron à la mort de son frère aîné en 1900, quand il a encore dix-huit ans. Il fait ses études au Marlborough College et au Trinity College de Cambridge.
Il est secrétaire privé adjoint du premier lord de l'amirauté Edward Marjoribanks (2e baron Tweedmouth) de 1906 à 1907 et sert dans les administrations libérales de Henry Campbell-Bannerman et plus tard Herbert Henry Asquith tant que Lord-in-waiting (whip du gouvernement à la Chambre des lords) de 1907 à 1910.
Pendant la Première Guerre mondiale il est Major de l'Essex Royal Horse Artillery, pour lequel il a formé un régiment en 1914. Il quitte l'armée en 1918. Le 28 mai 1918, il est nommé lieutenant adjoint d'Essex.
Il continue à soutenir les libéraux tout au long des années du gouvernement de Lloyd George, mais est passé chez les conservateurs sous Stanley Baldwin au milieu des années 1920. Il n'a plus jamais occupé de poste gouvernemental. Plusieurs années plus tard, entre 1950 et 1961, O'Hagan est vice-président de la Chambre des lords. Il est resté major honoraire du Royal Horse Artillery (armée de réserve) et colonel honoraire du 4e (cadet) bataillon du Essex Regiment et du 6e bataillon du Essex Regiment (TA). En 1909, il prend le nom de famille de son grand-père maternel, Towneley, en plus de celui d'O'Hagan.
Lord O'Hagan épouse Frances Constance Maddalena, fille d'Edward Strachey (1er baron Strachie), en 1911. Elle est décédée en 1931. Il épouse en secondes noces Evelyn Violet, fille de Harry Thornton Ross et veuve de Henry Osbet Samuel Cadogan, en 1937. O'Hagan est décédé en décembre 1961, à l'âge de 79 ans, et est remplacé dans la baronnie par son petit-fils Charles Strachey (4e baron O'Hagan). Lady O'Hagan est décédée en 1965.